# Wilhelm Stekel
Wilhelm Stekel (ur. 18 marca 1868 w Bojany, zm. 5 czerwca 1940 w Londynie) – austriacki lekarz i psychoanalityk.

## Życiorys
Pochodził z żydowskiej rodziny, był synem kupca. Do gimnazjum uczęszczał w Czerniowcach. Studiował medycynę na Uniwersytecie Wiedeńskim, studia ukończył 10 czerwca 1893 roku. W roku 1902 poznał Sigmunda Freuda, który poprowadził jego psychoanalizę. To właśnie on zachęcił Freuda do organizowania tak zwanych zebrań środowych – na jednym z nich Stekel poznał Alfreda Adlera, z którym w 1911 roku powołał do życia „Zentralblatt der Psychoanalyse”.
Stekel prowadził w Wiedniu własną praktykę analityczną – jednym z jego pacjentów (w 1914 roku) był Otto Gross. W ruchu psychoanalitycznym znany był przede wszystkim za sprawą swych badań nad interpretacją marzeń sennych i symboli. Jego postępowanie intuicyjne doprowadziło do poważnych różnic poglądów w obrębie ruchu. W końcu Freud zdystansował się od niego i Adlera. W ten sposób Stekel i Adler razem z Hannsem Sachsem i Ottonem Rankiem założyli czasopismo „Imago”. 
Choć Stekel wystąpił z Wiedeńskiego Towarzystwa Psychoanalitycznego, nie przestał być wydawcą „Zentralblatt der Psychoanalyse” – prowadził czasopismo aż do wybuchu I wojny światowej. Mimo że próbował pojednać się z Freudem, próby te pozostały bezowocne. 
W 1931 roku założył kwartalnik „Psychoanalytische Praxis” – miał on być czymś w rodzaju uzupełnienia „Zentralblatt für Psychotherapie” wydawanego w Niemczech przez Allgemeine Ärztliche Gesellschaft für Psychotherapie, któremu w owym czasie przewodniczył Ernst Kretschmer. Po dojściu do władzy nazistów Stekel przekształcił swe czasopismo i wydawał je pod tytułem „Psychotherapeutische Praxis – Vierteljahresschrift für praktische ärztliche Psychotherapie” w latach 1934–1937 w Wiedniu. W 1938 roku, dzięki zaproszeniu Tavistock Clinic, udało mu się emigrować do Wielkiej Brytanii. Zmarł śmiercią samobójczą 5 czerwca 1940 roku w Londynie.

## Wybrane prace
- Ueber Coitus im Kindesalter. Eine hygienische Studie. Wiener medizinische Blätter XVI, 18. April 1895, S. 247–249
- Die Ursachen der Nervosität. Neue Ansichten über deren Entstehung und Verhütung. Hygienische Zeitfragen II. Verlag Paul Knepler, Wien 1907
- Nervöse Angstzustände und ihre Behandlung. Urban & Schwarzenberg, Berlin-Wien 1908
- Dichtung und Neurose. Bausteine zur Psychologie des Künstlers und des Kunstwerkes. J.F. Bergmann, Wiesbaden 1909
- Die Sprache des Traumes. Eine Darstellung der Symbolik und Deutung des Traumes in ihren Beziehungen zur kranken und gesunden Seele für Ärzte und Psychologen. J.F. Bergmann, Wiesbaden 1911
- Die Träume der Dichter. Eine vergleichende Untersuchung der unbewußten Triebkräfte bei Dichtern, Neurotikern und Verbrechern. J.F. Bergmann, Wiesbaden 1912
- Störungen des Trieb- und Affektlebens (die parapathischen Erkrankungen). Berlin und Wien: Urban & Schwarzenberg 1912–1928
  - Band I: Nervöse Angstzustände und ihre Behandlung. 1912 (2. Aufl.)
  - Band II: Onanie und Homosexualität. Die homosexuelle Parapathie. 1923
  - Band III: Die Geschlechtskälte der Frau. Eine Psychopathologie des weiblichen Liebeslebens. 1920
  - Band IV: Die Impotenz des Mannes. Die psychischen Störungen der männlichen Sexualfunktion. 1920
  - Band V: Psychosexueller Infantilismus. Die seelischen Kinderkrankheiten der Erwachsenen. 1922
  - Band VI: Impulshandlungen. Wandertrieb, Dipsomanie, Kleptomanie, Pyromanie und verwandte Zustände. 1922
  - Band VII: Der Fetischismus. Dargestellt für Ärzte und Kriminalogen. 1923
  - Band VIII: Sadismus und Masochismus. 1925
  - Band IX: Zwang und Zweifel. Für Ärzte und Mediziner dargestellt. Erster Teil. 1927
  - Band X: Zwang und Zweifel. Für Ärzte und Mediziner dargestellt. Zweiter Teil. 1928
- Fortschritte und Technik der Traumdeutung. Weidmann, Wien-Leipzig-Bern 1935.
- Die Technik der analytischen Psychotherapie. Eine zusammenfassende Darstellung auf Grund dreissigjähriger Erfahrung. Verlag Hans Huber, Bern 1938
- The Autobiography of Wilhelm Stekel – The Life Story of a Pioneer Psychoanalyst. Ed: Emil Gutheil, New York, Liveright 1950